# Оркестр
Орке́стр (від грец. ορχηστρα — майданчик античного театру, від грец. ορχηομαι — танцюю), в сучасному значенні, — колектив музикантів, призначений для сумісного виконання музичних творів.

## Походження терміна
У Стародавній Греції оркестром (точніше «орхестрою») називали круглий, або, пізніше, напівкруглий майданчик театру, на якому грали актори, хор та статисти, в той час, як глядачі розміщались навколо орхестри — в театроні (грец. θέατρον), а реквізити, бутафорія та місце для переодягання акторів розміщувалось в окремому шатрі — скені (грец. σκηνή).
Термін «оркестр», у значенні місця розташування для музикантів розуміли до середини XVIII століття (Walther, Lexikon, 1732), і, навіть, значно пізніше (див. напр. Большой энциклопедический словарь Брокгауза Ф.А., Ефрона И.А.[недоступне посилання з липня 2019], де оркестром називається приміщення для музикантів між глядачевим залом та сценою театру, тобто оркестрова яма).
В сучасному розумінні слово «оркестр» вперше було вжито в роботі І. Матетезона «заново відкритий оркестр» (1713) та, пізніше Ж. Ж. Руссо в Музичному словнику (1767).

## Історичний нарис

### Оркестри до епохи класицизму
Великі інструментальні колективи існували з часів Стародавньої Греції, в XV–XVI на урочистих подіях збирались колективи, що охоплювали інструменти з різних родин — духові, щипкові та смичкові. Поява постійних колективів пов'язана з виникненням у XVI–XVII ст. нових жанрів музики, таких як опера та ораторія, в яких оркестр виконував роль супроводу вокальних голосів.
Від епохи Відродження оркестр успадковує багатий за тембровим розмаїттям набір інструментів, що включає струнні (віоли, скрипки, ліри, лютні, арфи, клавікорд, чембало та ін.), духові (у тому числі поздовжні флейти, шалмеї, цинки) та ударні (литаври, дзвоники та ін.). Подальший розвиток оркестру визначався декількома чинниками — вдосконалювались самі інструменти, вдосконалювалась техніка гри на інструментах, та змінювалось мислення самих композиторів.
Першим відомим твором, написаним для оркестру можна вважати оперу «Орфей» італійського композитора Монтеверді (1607 р.). Провідну роль в оркестрі починають відігравати скрипки, яка протримається за цією групою аж до кінця XIX століття. Інша характерна особливість тогочасних оркестрів — група continuo, яка виконувала бас, та багатоголосну супровідну гармонію. В епоху бароко склади оркестрів ще не були сталими. Так в партитурах Й. С. Баха зустрічаємо віолу да гамба, віоль д'амур, violino piccolo та інші, які в сучасній музичній практиці доводиться замінювати сучасними інструментами.
На початку XVIII століття розрізняють церковний, оперний та концертний оркестри. До церковного оркестру в обов'язковому порядку входить орган. Поряд зі струнними широко використовують флейти, гобої, рідше — фаготи, труби, валторни, литаври.

### Класичний оркестр та його подальший розвиток

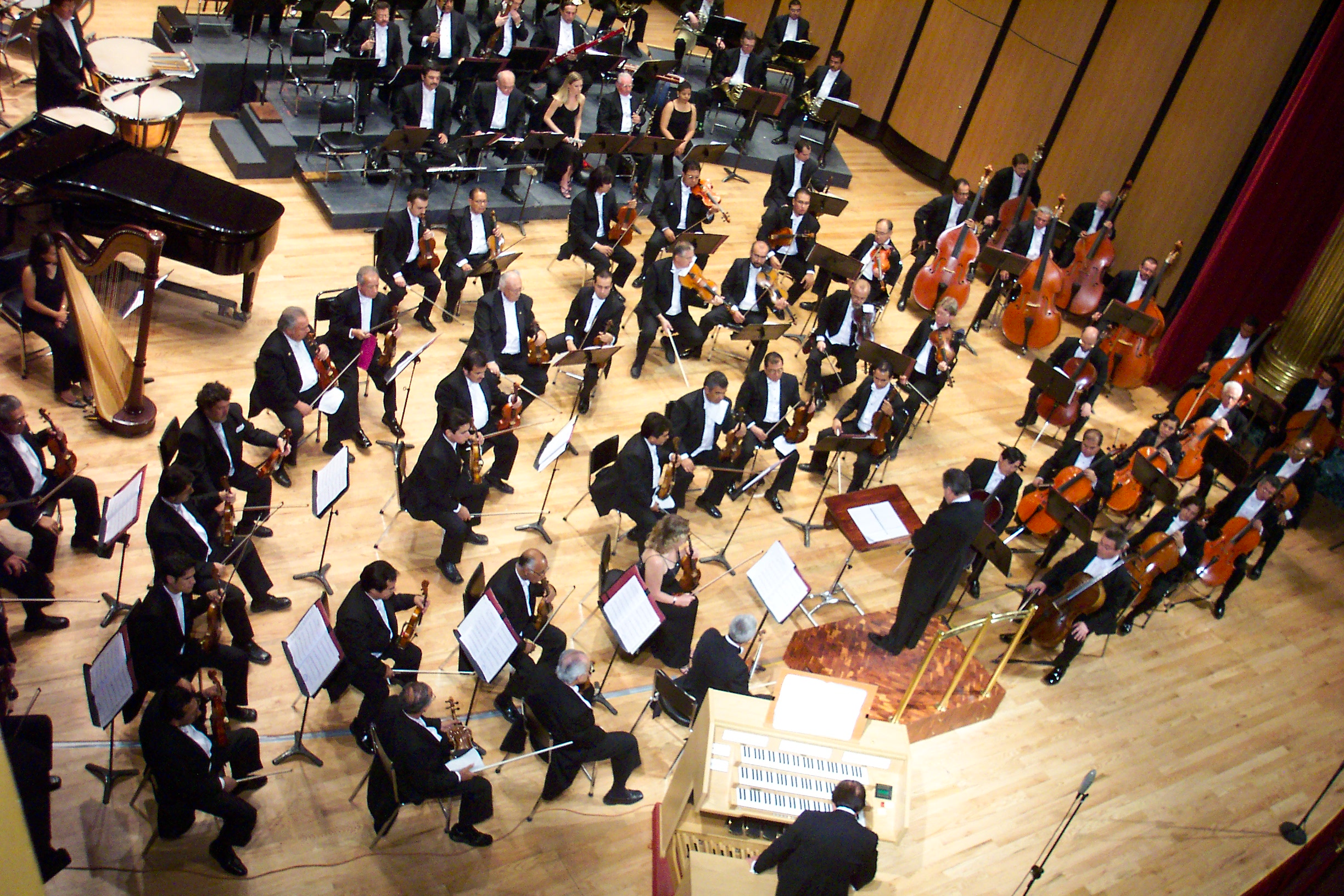
Філармонічний оркестр

До кінця XVIII — поч. XIX століття разом з оновленням інструментального складу кристалізується сучасна структура симфонічного оркестру. В 1880-х роках до групи дерев'яних духових входить кларнет. В пізніх творах Моцарта та, пізніше, творчості Л. Бетховена остаточно викристалізовується сучасний т.зв. малий симфонічний оркестр — з парним складом духових інструментів. У 9-й симфонії Л. Бетховен поклав початок великому (в сучасному розумінні) симфонічному оркестру — з видовими дерев'яними духовими та тромбонами.
Новий поштовх розвитку симфонічного оркестру дає романтизм. З розквітом програмної музики, пейзажного та фантастичного елементів в опері висувають на перший план пошуки нових оркестрових колоритів. Радикальне вдосконалення механіки дерев'яних духових, а також винайдення вентильного механізму мідних духових інструментів відкрило нові горизонти для використання цих інструментів. Спостерігається тенденція до розширення складів оркестрів до четверного (див. напр. «Перстень Нібелунга» Р. Вагнера), а в окремих випадках — до п'ятерного (див. напр. «Весна священна» І. Стравінського).

### Оркестри в XX столітті

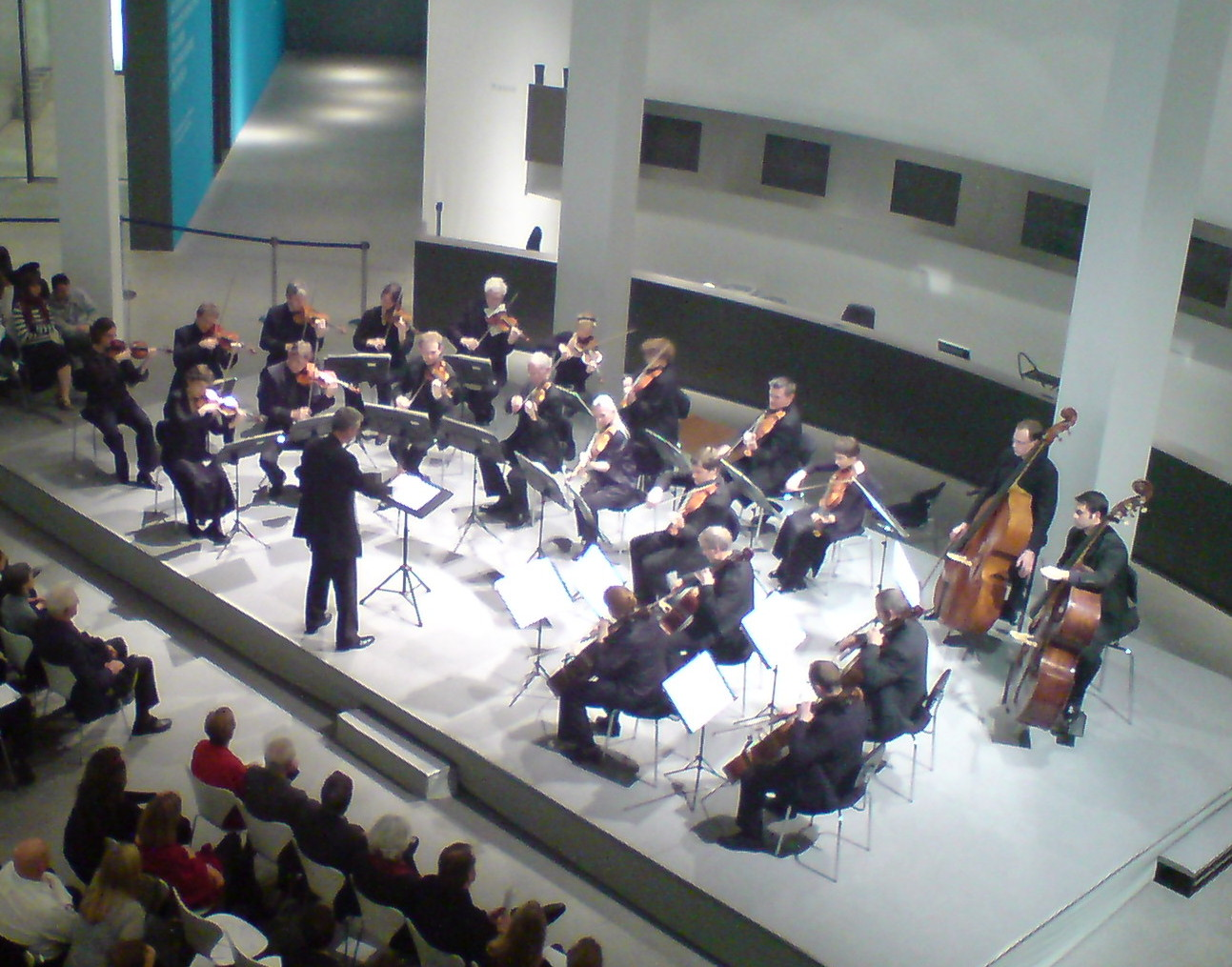
Мюнхенський камерний оркестр на концерті в Пінакотеці сучасності (Мюнхен)

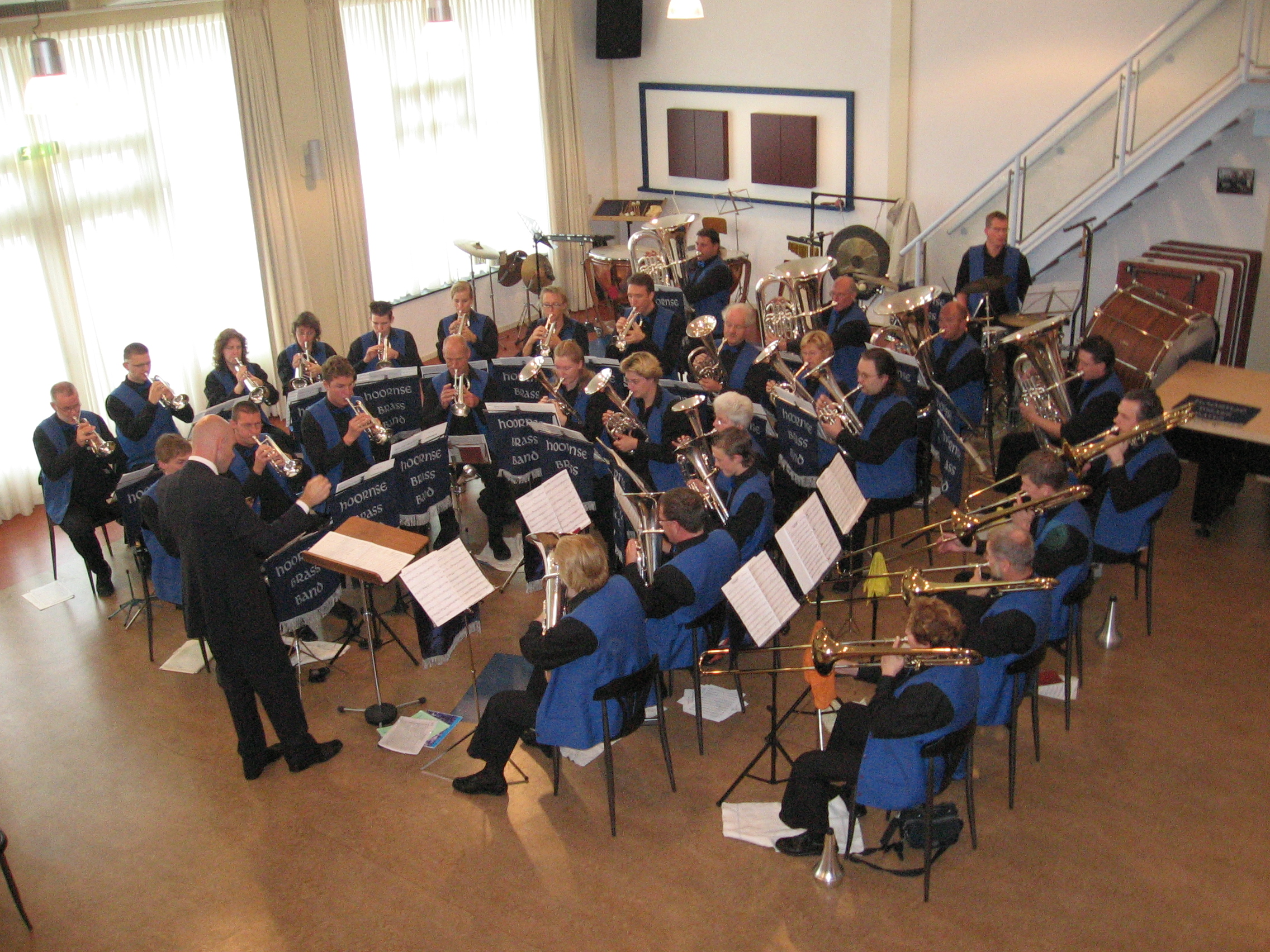
Естрадний духовий оркестр

Поряд з тим, розростання симфонічного оркестру викликає реакцію з боку ряду композиторів, передусім неокласичного (П. Гіндеміт) та авангардистського (Ч. Айвз, А. Веберн) спрямування, що приводить то появи т.зв. камерних оркестрів ненормованих складів. Як правило, такі оркестри складаються з традиційних інструментів симфонічного оркестру, проте в деяких випадках (особливо в другій половині 20 ст.) до них долучаються або старовинні інструменти (напр. клавесин в Concerto grosso А. Шнітке), або народні.
Зростання розмаїтості стилів, жанрів, та, врешті, типів музики, що спостерігається з другої третини XX ст. призвела до появи нових типів оркестрів.
Так в СРСР з 1930-х — 1940-х років широке розповсюдження отримують т.зв. оркестри народних інструментів. Ці оркестри складаються із народних інструментів, характерних тій чи іншій національності (іноді із залученням оркестрових інструментів) майже в усіх республіках СРСР, в тому числі й тих, музичній традиції яких до входження в СРСР багатоголосся та ансамблеве музикування не було характерне. Репертуар подібних оркестрів складають переважно спеціально написані радянськими композиторами обробки народних пісень, танців, творів композиторів-класиків тощо.
В Україні широке розповсюдження отримують оркестри українських народних інструментів.
Слід зазначити, що як українському, так і російському фольклору з давніх часів притаманне ансамблеве музикування (напр. троїсті музики, рогові оркестри). Проте як у відношенні виконавського складу, так і у відношенні репертуару, а також форми виконання, оркестри народних інструментів не можна розглядати, ані як продовження народної традиції, ані як продовження класичної традиції. Як правило, народні оркестри являють собою штучне поєднання традицій класичного виконавства із уніфікованим народним інструментарієм, та відповідно підлаштованим репертуарним спектром.
Іншим типом оркестру, що отримав широку популярність в СРСР став естрадний (естрадно-симфонічний) оркестр. Поряд з традиційними інструментами симфонічного оркестру до естрадно-симфонічних долучається синтезатор, бас-гітара та електрогітара, іноді також група саксофонів. Свої особливості має також група ударних інструментів.